# Alex Nyarko
Alex Nyarko, född den 15 oktober 1973 i Accra, är en ghanansk fotbollsspelare som tog OS-brons i herrfotbollsturneringen vid de olympiska sommarspelen 1992 i Barcelona. 